# أنطونيو أوفييدو
أنطونيو أوفييدو (بالإسبانية: Antonio Oviedo)‏ (22 أكتوبر 1938 في إسبانيا - 17 مايو 2022) هو مدرب كرة قدم ولاعب كرة قدم إسباني في مركز الهجوم. لعب مع أتلتيكو مدريد ورايو فايكانو وريال مايوركا ونادي إشبيلية ونادي إلتشي ونادي سمورة ونادي غرناطة ونادي قرطبة ونادي ليفانتي.

## وصلات خارجية
- أنطونيو أوفييدو على موقع قاعدة بيانات كرة القدم.إي يو (الإنجليزية)